# Tramway de Dublin
Le tramway de Dublin, localement appelé Luas (irlandais pour « vitesse » ou « véloce ») est un système de transport en commun desservant l'agglomération de Dublin, en Irlande.
Le réseau comporte à ce jour deux lignes : la Green Line (Ligne Verte) et la Red Line (Ligne Rouge), qui ont respectivement ouvert le 30 juin et le 26 septembre 2004. Leur longueur totale est de 42,1 km, pour 67 stations.
Le tramway de Dublin est exploité par Transdev, sous l’autorité de la Transport Infrastructure Ireland (TII). Élément majeur du plan de la National Transport Authority pour la période 2000-2018, le Luas a déjà connu quatre extensions depuis son ouverture.
À l'origine, les deux lignes avaient la particularité d'être isolées l'une de l'autre. L'extension Luas Cross City de la ligne verte, mise en service le 9 décembre 2017, a mis fin à cette situation en créant un correspondance à la station Abbey Street.

## Histoire

### Chronologie
- 30 juin 2004 : ouverture de la ligne Verte entre St. Stephen's Green et Sandyford
- 26 septembre 2004 : ouverture de la ligne Rouge entre Connolly et Tallaght
- 8 décembre 2009 : nouvelle branche de la ligne Rouge entre Busáras et The Point
- 16 octobre 2010 : prolongement au sud de la ligne Verte de Sandyford à Bride's Glen
- 2 juillet 2011 : nouvelle branche de la ligne Rouge entre Belgard et Saggart
- 9 décembre 2017 : ouverture de la boucle du centre-ville et prolongement de la ligne Verte au nord de St. Stephen's Green à Broombridge

### Planification
Un premier système de tramway est ouvert dans la capitale irlandaise en 1871. Il comprend 60 km de voies à son apogée mais décline à partir des années 1920 au profit de l'autobus. Les derniers tramways disparaissent du centre-ville en 1949, puis à Howth Head en 1959.
L'idée de rétablir un tramway moderne à Dublin est proposée pour la première fois en 1981. Une étude du Córas Iompair Éireann (CIÉ), l'opérateur des transports irlandais détenu par l'État, propose un réseau à construire en deux étapes :
- Phase I : Tallaght - Dundrum via le centre-ville
- Phase II : Ballymun - Centre-ville et Dundrum - Sandyford

En mai 1997, CIÉ dépose la demande d'autorisation pour construire la phase I ainsi que la section Dundrum - Sandyford de la phase II. L'enquête publique démarre en juillet 1997 mais est mise en pause pour étudier la possibilité de sections souterraines dans le centre-ville. En mai 1998, un projet amendé est présenté par le gouvernement et prévoit deux lignes, l'une reliant Tallaght à la gare de Connolly et l'autre Sandyford à l'aéroport de Dublin, avec une traversée du centre en tunnel. La desserte de l'aéroport est finalement abandonnée au profit d'un projet de métro.
En décembre 2001, la maîtrise d'ouvrage du projet est transférée de CIÉ à la nouvelle Railway Procurement Agency (RPA).

### Mise en service
Les travaux, dont la fin était originellement prévue pour 2003, s'achèvent finalement en février 2004. S'ensuit une phase d'essais préalables à la mise en service. La ligne verte est ouverte la première, le 30 juin 2004 à 15h. Pour fêter l'occasion la gratuité est offerte aux passagers pendant plusieurs jours. Le 26 septembre 2004, c'est au tour de la ligne rouge d'être mise en service.
Le Luas connaît un succès immédiat si bien que les recettes outrepassent les coûts d'exploitation dès l'année 2004. La barre des 50 millions de trajets effectués est franchie en 2006.

### Extension du réseau
Le 8 décembre 2009, la Red Line est prolongée jusqu’à The Point depuis Busáras, créant ainsi un deuxième terminus à l’est de cette ligne, l’autre étant Connolly Station. Les quatre nouvelles stations sont George’s Dock, Mayor Square NCI, Spencer Dock et The Point. Cette extension permet la desserte des Docks de Dublin, quartier en pleine régénération.

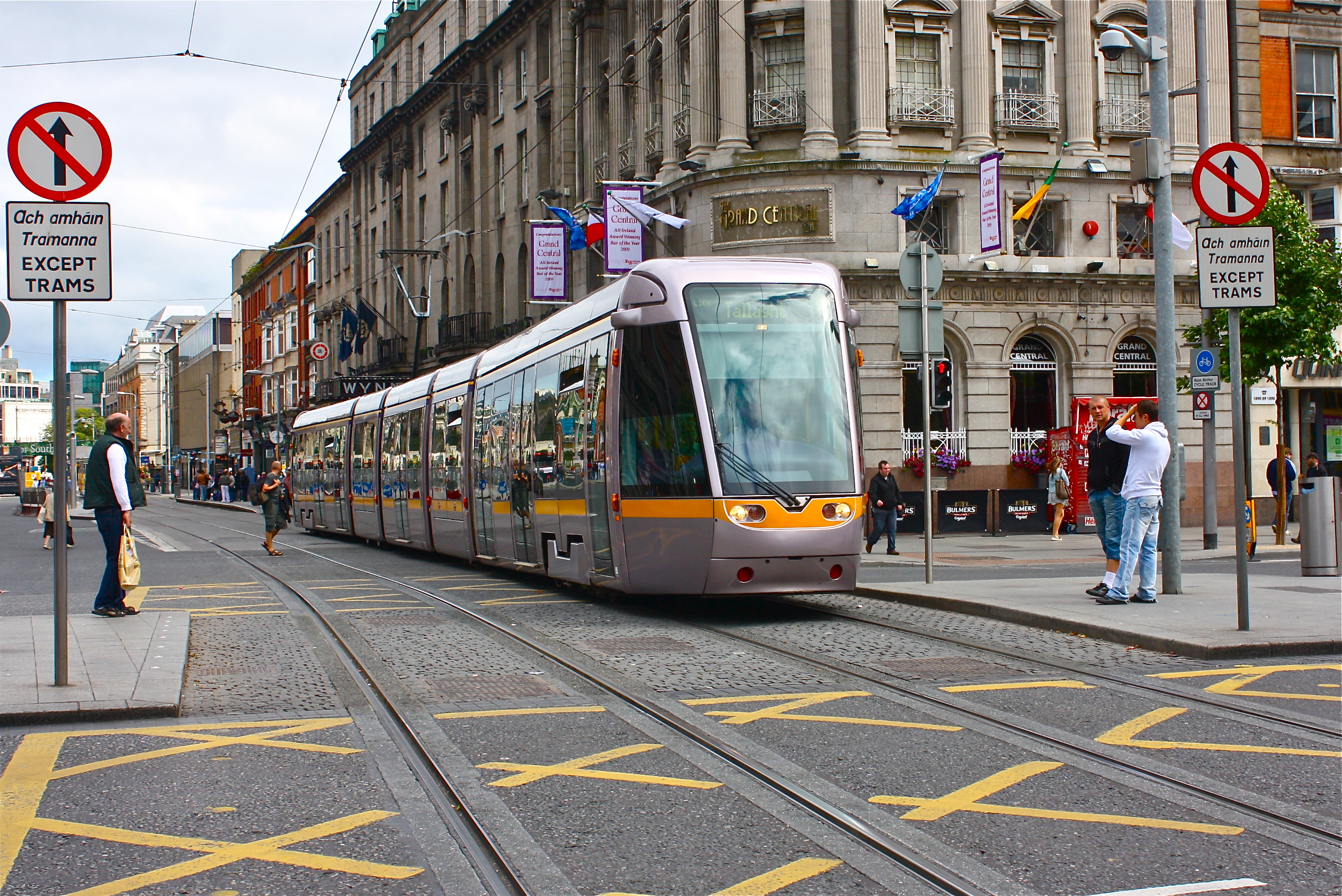
La ligne Rouge à l'angle de O'Connell Street.

Le 16 octobre 2010, la Green line est prolongée de 7,2 kilomètres depuis Sandyford jusqu’à Bride's Glen. Les travaux ont commencé en février 2007. Neuf nouvelles stations ont été créées : Central Park (qui dessert le South County Business Park où est notamment installé Microsoft), Glencairn, The Gallops, Leopardstown Valley, Ballyogan Wood, Carrickmines, Laughanstown, Cherrywood et enfin Bride’s Glen. Le prolongement du Luas permet d'accompagner différents programmes d'urbanisme le long du parcours.
Le 2 juillet 2011, une nouvelle branche de la Red line de 4,2 km partant de Belgard jusqu'à Saggart est inaugurée. Elle comporte cinq nouvelles stations que sont Fettercairn, Cheeverstown, Citywest Campus, Fortunestown et Saggart.
Le 9 décembre 2017, la Green line est prolongée de 6 km depuis St. Stephen's Green jusqu'à Broombridge. Cette extension, surnommée BXD ou Luas Cross City, prolongée la ligne à travers le centre-ville et permet enfin une correspondance entre les deux lignes de tramway. Une partie du prolongement est aménagé en itinéraires dissociés, les rames n'empruntant pas les mêmes rues selon la direction. Treize nouvelles stations ont été créées: Dawson, Trinity, Westmoreland, Marlborough O'Connell - GPO, O'Connell Upper, Parnell, Dominik, Broadstone - DIT, Grangegorman, Phibsborough,Cabra et enfin Broombridge. Certains tramways effectuent des services partiels et ont leur terminus à la station Parnell, où ils se retournent en formant une boucle.

## Aperçu général
Le Luas comporte deux lignes : la Green Line et la Red Line. Les lignes ont été ouvertes respectivement le 30 juin et le 28 septembre 2004. 

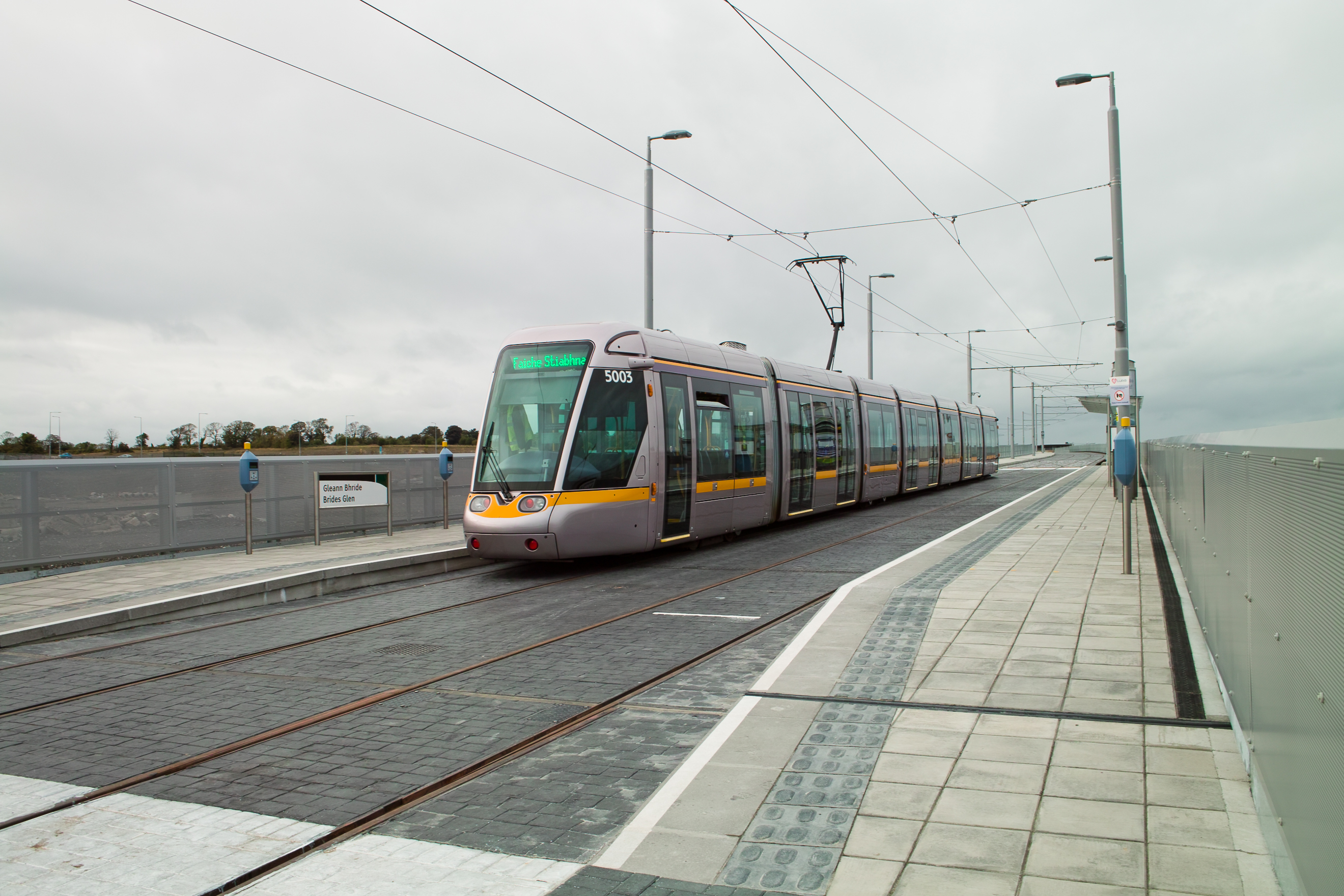
Rame de la ligne Verte au terminus de Bride's Glen.

La Green Line relie St Stephen’s Green à Brides Glen selon un axe nord-sud. Elle compte 35 stations pour un parcours complet de 23,5 km et elle est en correspondance avec la Red line aux stations O'Connell - GPO (poste centrale) et Marlborough et avec le réseau de chemins de fer national Iarnród Éireann à la gare de Broombridge. La section centrale entre Dominick et Dawson se fait en itinéraires dissociés : en direction de Broombridge le tramway emprunte O'Connell Street tandis qu'en direction de Broombridge il emprunte Marlborough Street. La ligne est exploitée en recouvrement, ce qui signifie que seule la partie centrale est parcourue par l'ensemble des services. Les tramways venant de Brides Glen font terminus à Parnell dans le centre-ville, tandis que ceux venant de Broombridge s'arrêtent à Sandyford. Une grande partie de la ligne verte est située en site-propre intégral car la ligne réutilise le tracé de l'ancienne Harcourt Street line, fermée en 1958, entre Charlemont et Sandyford. Au nord, le tramway circule sur la plate-forme d'accès à l'ancienne gare de Broadstone, entre les stations Grangegoreman et Broombridge.
La Red Line relie Tallaght et Saggart à Connolly et The Point selon un axe sud-ouest - nord-est, avec deux branches à chaque extrémité. Elle compte 32 stations pour un parcours complet de 20,7 km parcouru en 53 minutes et est reliée à la Green line à la station Abbey St, au réseau de chemins de fer national Iarnród Éireann aux gares de Connolly et Heuston, ainsi qu’au réseau local du DART à la gare de Connolly. Des services partiels font terminus à la gare de Heuston. Contrairement à la ligne verte, la ligne rouge circule essentiellement en voirie avec parfois des sections partagées avec la circulation automobile.

## Exploitation

### Contrat d'exploitation
Depuis sa mise en service initiale en 2004, le tramway de Dublin est exploité par Transdev (à travers sa filiale locale Transdev Ireland) sous l’autorité de la Transport Infrastructure Ireland, une agence gouvernementale. Transdev a été reconduit une première fois en 2009, puis une seconde fois en septembre 2014 pour une durée de cinq ans supplémentaires, c’est-à-dire jusqu’en 2019,. Les opérateurs concurrents qualifiés dans le cadre de la procédure d’appel d’offres de 2014 étaient First Group, Keolis et RATP Dev. Alstom est chargé de la maintenance du matériel roulant et des infrastructures depuis 2004 dans le cadre d'un contrat séparé avec RPA.
En mars 2017, Transport Infrastructure Ireland (TII), nouvelle autorité de régulation issue de la fusion de RPA et la National Roads Authority, lance l'appel d'offres pour le quatrième contrat d'exploitation d'une valeur totale estimée à 500 millions d'euros Le contrat de maintenance avec Alstom étant arrivée à échéance, ce contrat d'exploitation englobera pour la première fois également la maintenance des trains et des infrastructures. À l'issue de la procédure, c'est le groupe Transdev qui remporte le contrat, avec un démarrage au 1er décembre 2019, et ce pour une durée de 6 ans.
Le tramway de Dublin circule du lundi au vendredi de 5 heures 30 du matin environ à minuit 30 environ, le samedi de 6 heures 30 du matin à minuit 30 environ, et le dimanche et les jours fériés de 7 heures du matin à 23 heures 30 environ. Les horaires des premières et dernières rames varient en fonction des différentes sections du réseau.
Le temps de parcours de la Ligne Verte de Brides Glen à St. Stephen’s Green est de 40 minutes environ. Sur la Ligne Rouge, les trains mettent environ 51 minutes entre Tallaght et The Point et environ 50 minutes entre Saggart et Connolly.

### Dépôts
Chaque ligne possède son propre atelier de maintenance, du fait qu'elles étaient initialement isolées l'une de l'autre. Ces sites servent au garage et au remisage des rames Alstom Citadis en circulation sur le réseau. L'atelier de la ligne rouge se trouve près de la station Red Cow, au sud-ouest de Dublin, tandis que celui de la ligne verte se trouve à la station Sandyford, au sud. Avec l'extension Luas Cross City ouverte en 2017, la ligne verte s'est vue doter d'un petit dépôt secondaire au nord, près du terminus de Broombridge.
| Nom         | Date d'ouverture | Photo | Coordonnées                 |
| ----------- | ---------------- | ----- | --------------------------- |
| Broombridge | 2017             |       | 53° 22′ 19″ N, 6° 17′ 49″ O |
| Red Cow     | 2004             |       | 53° 18′ 57″ N, 6° 22′ 10″ O |
| Sandyford   | 2004             |       | 53° 16′ 34″ N, 6° 12′ 08″ O |

## Matériel roulant

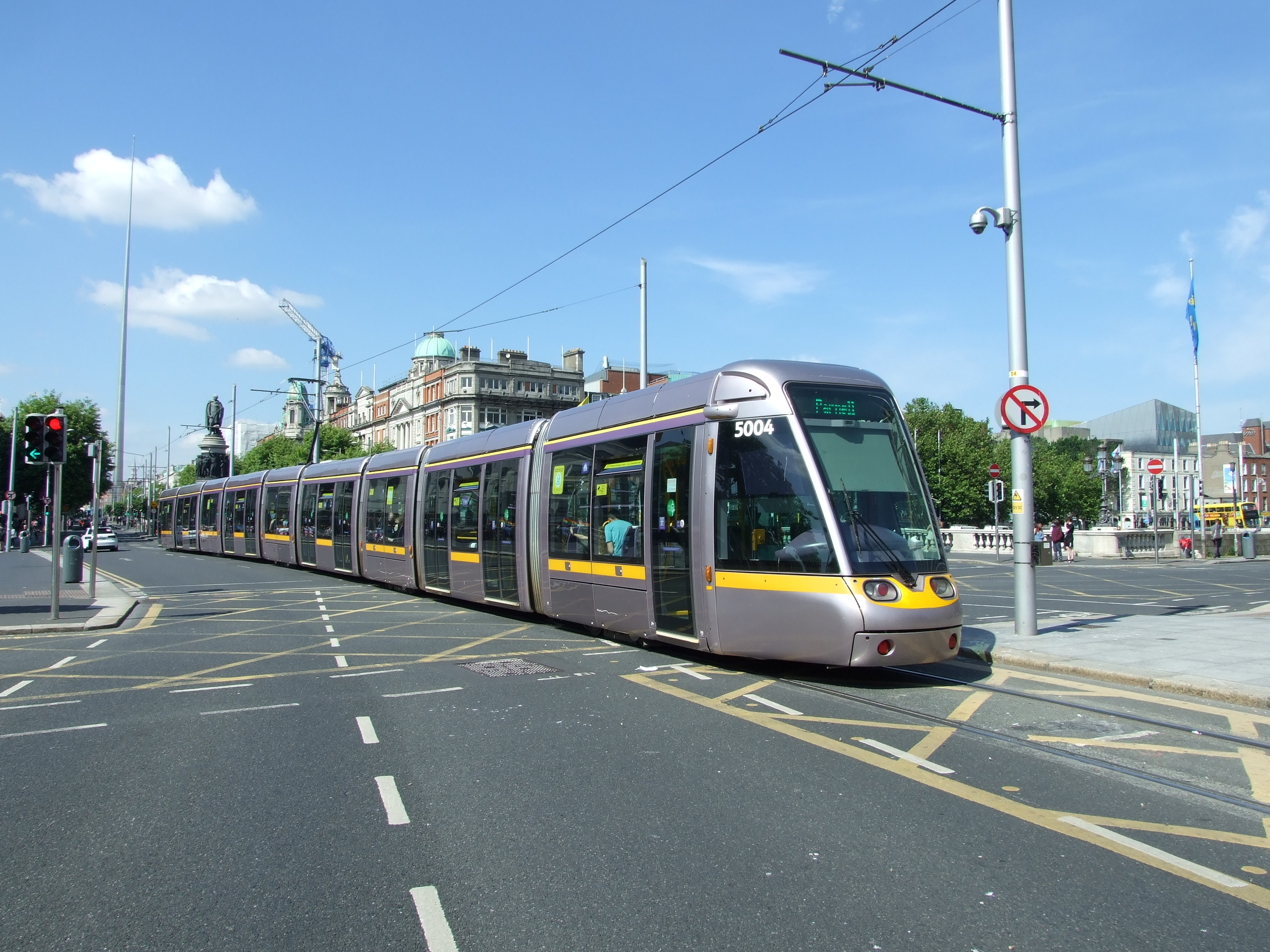
Citadis 402 n°5004 transformé en Citadis 502 par l'ajout de 2 modules. (Dublin)

Le Luas est intégralement exploitée avec des rames Citadis construites par Alstom. Elles possèdent un plancher bas, sont alimentées en 750 V continu par pantographe et à l'écartement normal de 1 435 mm, contrairement aux trains nationaux qui utilisent l'écartement irlandais de 1 600 mm. Construite à l'usine de La Rochelle, en France, elles sont aptes à une vitesse de 70 km/h sur les sections en site-propre.
À l'ouverture du réseau en 2004, le Luas a reçu 40 rames Citadis de 1re génération. Le parc se composait de 26 rames de 30 m de long (Citadis 301) affectées à la Ligne Rouge, ainsi que de 14 rames de 40 m de long (Citadis 401), circulant sur la Ligne Verte. À partir de 2007, les rames de la ligne Rouge ont été allongées par l'ajout de deux modules intermédiaires.
En 2009, 26 nouvelles rames Citadis 402 de 2e génération et d'une longueur de 43 m de long ont été livrées pour renforcer le service et couvrir les besoins des extensions. Ces rames sont les premières à disposer d'un plancher bas sur l'ensemble de leur longueur.
Pour couvrir le prolongement de la ligne Verte à Broombridge, 15 rames de 55 m de long ont été commandées en deux tranches et livrées en 2018 puis en 2020. En parallèle, le rallongement de 26 rames existantes de la ligne Verte à 55 m a été décidé.

## Projets de développement

### Nouvelles lignes
Une troisième ligne de Luas, baptisée provisoirement Ligne E, est envisagée sur un itinéraire reliant Trinity, dans le centre-ville, à Lucan. Sa réalisation a cependant été repoussée sine die à la suite de la récession des années 2010.
La possibilité d'une ligne de tramway en rocade a également été évoquée par le gouvernement irlandais.

### Extensions proposées
Il est envisagé de prolonger la ligne verte à ses deux extrémités. Au nord, la ligne continuerait au delà de Broombridge jusqu'à Finglas. Au sud, elle se prolongerait après l'actuel terminus de Brides Glen jusqu'à la station balnéaire de Bray, où elle serait en correspondance avec le DART. Ce dernier projet est cependant suspendu en raison de la saturation de la ligne existante.

### Conversion de la ligne verte en métro
Dès 2001, il a été proposé que la partie sud de la ligne verte puisse être ultérieurement convertie en une ligne de métro lourd. Ce projet, nommé Metro South, serait facilité du fait que la ligne verte réutilise le tracé de l'ancienne Harcourt Street line et ne comprend par conséquent presque aucun passage à niveau. De fait, la ligne actuelle s'approche donc déjà des standards d'un métro lourd, à l'exception des stations et du matériel roulant.

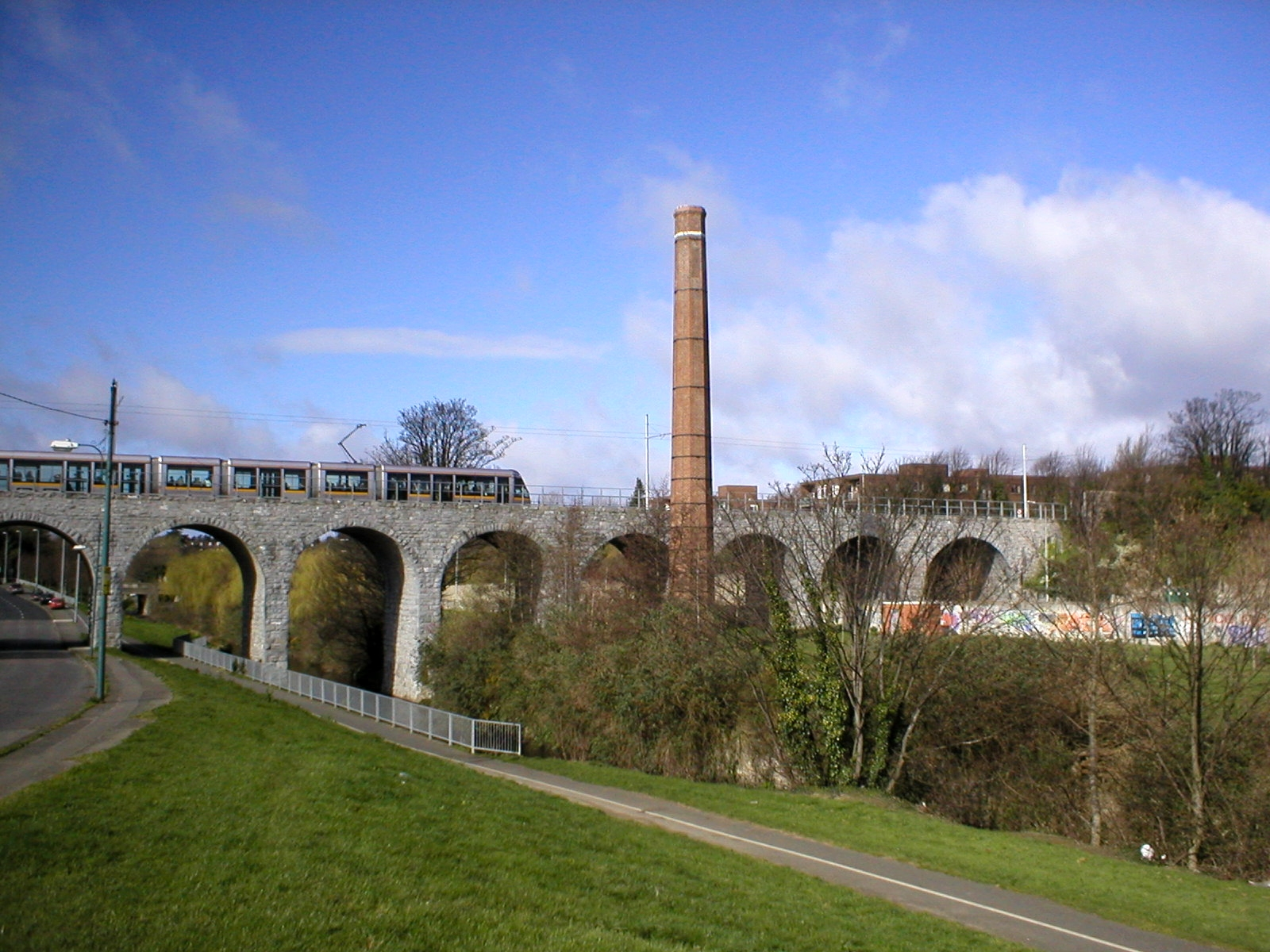
Section en site-propre de la ligne Verte, sur le tracé de l'ancienne Harcourt Street line.

En 2016, une ligne de métro baptisée Metrolink a été présentée sur un tracé reliant Swords à Sandyford via le centre-ville. Metrolink amalgame deux précédents projets, Metro North et Metro South. La ligne verte devait donc à moyen terme céder sa place à Metrolink entre les stations Charlemont et Sandyford. La section méridionale entre Sandyford et Brides Glen serait restée exploitée en mode tramway, devenant ainsi une navette indépendante. Les travaux de conversion auraient cependant nécessité des fermetures temporaires de la ligne verte sur une période de quatre ans, et la jonction entre le tunnel du métro et les voies du Luas aurait impliqué la démolition de plusieurs habitations.
À la suite des critiques, une nouvelle version de Metrolink a donc été presentée en 2018 et n'envisage plus la conversion du Luas dans un avenir proche, une simple correspondance entre le métro et le tramway étant préférée à la station Charlemont. En raison de la fréquentation importante de la ligne verte, le gouvernement irlandais a jugé qu'une interruption longue du trafic serait inacceptable pour les voyageurs. Il a été estimé que le Luas n'arriverait pas en limite de capacité avant deux décennies et que l'allongement des rames à 55 m offrirait une solution provisoire à un coût plus raisonnable. Pour préparer la jonction ultérieure de Metrolink avec les voies du Luas, une extension du tunnel au delà de Charlemont sera construite en même temps que la ligne jusqu'au niveau de la station Ranelagh où les voies pourront remonter à la surface. La conversion de la ligne jusqu'à Sandyford pourra ensuite être décidée à l'avenir si le besoin se fait ressentir.